# Fondation Nelson-Mandela
La fondation Nelson-Mandela est une organisation non gouvernementale créée en 1999 en Afrique du Sud pour « répondre à un besoin croissant et urgent d'apporter à Nelson Mandela, tout juste retiré de la présidence, l'appui nécessaire pour lui permettre de poursuivre le travail entrepris à la tête du pays. [...] À partir de cet objectif logistique, la fondation a évolué pour mettre en pratique ses idéaux et ses valeurs. » 
La fondation étant vouée à faire perdurer la vision de Mandela, il est difficile de résumer tous les objectifs et les moyens qu'elle développe. Il est cependant clair que dans les grandes lignes, tous ses membres ont à cœur d'améliorer les conditions de vie des populations les plus défavorisées, en Afrique du Sud et plus largement dans le monde, dans des domaines aussi variés que la pauvreté, la liberté, la maladie ou l'oppression. Concrètement, cette organisation poursuit les deux objectifs principaux que sont la lutte contre l'épidémie du Sida et l'amélioration de l'éducation dans les régions rurales.

## Introduction à propos de la fondation

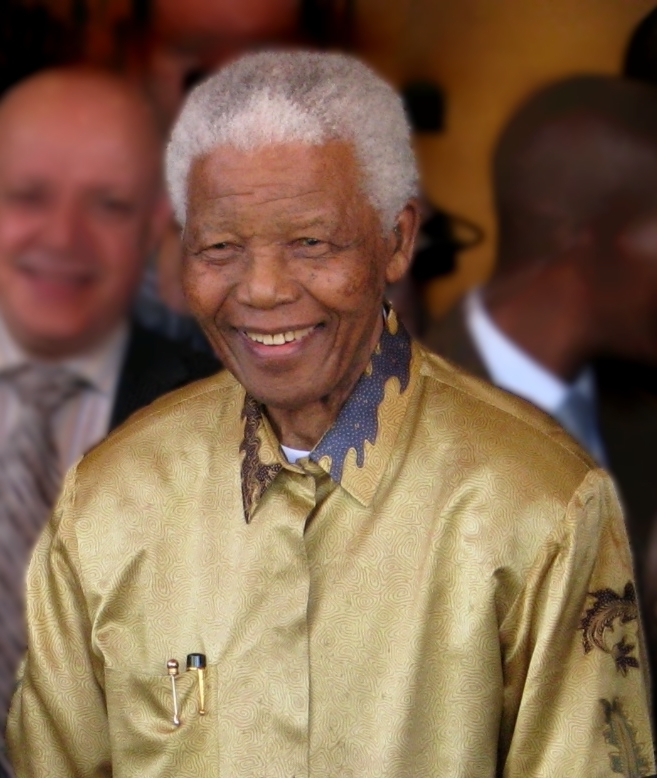
Nelson Mandela en 2008.

Depuis l'année 2002 la fondation Nelson Mandela souhaite jouer un rôle de premier plan en Afrique du Sud dans les deux enjeux que sont la lutte contre l'épidémie du Sida et l'amélioration des conditions de vie des enfants des régions rurales. Des débuts prometteurs ont permis à la fondation de se faire un nom et, par suite, de peser de façon durable dans les prises de décision. Par exemple, la commission de recherche sur le VIH a pu se faire entendre des autorités et avoir un impact important sur la politique de l'Afrique du Sud en matière de développement social.
Pour atteindre ses objectifs, la fondation a choisi de beaucoup travailler en collaboration avec les traditionnels leaders locaux. Cette approche a notamment permis de faire un bilan extrêmement précis, jusque dans les régions les plus reculées, sur l'état actuel de lutte contre le Sida et sur les besoins des écoles. L'étude a également mis en lumière les lacunes des programmes scolaires. En écoutant les communautés rurales souvent ignorées, il a été possible de mieux comprendre les domaines que l'éducation devait couvrir.
L'objectif final de l'organisation n'est pas uniquement d'apporter un savoir aux populations. En matière d'éducation comme de lutte contre le Sida, il est nécessaire que ce savoir soit suffisamment concret pour permettre une élévation des conditions de vie de toute la communauté. Étendre les valeurs qui ont été celles de Nelson Mandela durant toute sa vie fait naturellement partie intégrante des missions de la fondation.

## Missions et objectifs
Les missions
La fondation Nelson Mandela souhaite promouvoir les valeurs qui ont guidé le travail et toute la vie de Nelson Mandela.
En créant des alliances stratégiques la fondation redistribue ses ressources et ses connaissances à des initiatives locales pour apporter des solutions et de nouvelles possibilités.
La fondation est attachée à permettre le développement de l'esprit de réconciliation, de l'ubuntu et des valeurs sociales. Ses travaux sont un hommage à la vie de Nelson Mandela qui a toujours œuvré dans ce sens.

C'est dans cet esprit que Will Smith a déclaré lors du second concert organisé par la fondation :
« J'ai fait des films et des musiques, et j'ai le sentiment que ce n'est pas suffisant. Je veux lutter et me battre pour le compte de Nelson Mandela. » 
Les objectifs
La fondation Nelson Mandela est une organisation enracinée en Afrique et a des impacts globaux en propageant les valeurs de l'esprit de son fondateur. À travers une approche qui associe connaissances théoriques et pratiques, cette fondation encourage les initiatives locales qui œuvrent pour permettre un développement des valeurs sociales, morales et humaines.
Comme nous l'avons déjà indiqué en préambule, l'objectif utopique ultime de la fondation est l'extension continuelle des idées et des valeurs de Nelson Mandela afin de conduire à l'amélioration des conditions de vie des populations défavorisées.

## Programmes

Carte illustrant l'état de l'épidémie du Sida en Afrique

### Lutte contre le VIH/Sida
Pour lutter contre la pandémie du Sida en Afrique du Sud, la campagne intègre trois volets qui consistent à concilier, comprendre et faire évoluer les choses (à travers diverses manifestations notamment).
1. Concilier pour créer des conditions de dialogue ;
2. Comprendre, à travers le dialogue, pour améliorer les connaissances sur la pandémie ;
3. Influer sur les décisions politiques et contribuer à la prise de conscience de l'état la pandémie.

« Je continue ma lutte en faveur du respect des droits humains à travers la fondation Nelson Mandela, le Fonds d'aide à l'enfance Nelson Mandela et la fondation Mandela Rhodes. »

« Nous avons aussi en Afrique le fléau du VIH/Sida qui décime la vie de notre peuple, particulièrement les personnes vivant dans la pauvreté. Nous partageons tous – riches et pauvres, gouvernements, entreprises et individus – la responsabilité de veiller à ce que tous aient accès à l'information, aux moyens de prévention et à un traitement. Notre point de départ pour cela doit être le respect des droits de la personne. »

« Nous savons que ce sont les populations les plus marginalisées qui sont aussi les plus affectées par le VIH/sida. Et nous savons qu'à l'intérieur de ce groupe, les femmes sont encore plus marginalisées et portent le fardeau le plus lourd. En tant que filles, mères, sœurs et grands-mères, elles font chaque jour l'expérience dans leur chair de la réalité de cette pandémie. »

#### Promotion du dialogue
Les réponses qu'il faut apporter face à la pandémie du Sida en Afrique du Sud sont souvent complexes, globales et politisées. Les avis et les approches diffèrent donc souvent. La fondation organise des sessions pour permettre d'entendre tous les avis avec la même attention, qu'ils viennent d'un individu, d'un président d'association ou d'un politique. Pour cela, la fondation a lancé entre 2002 et 2005 une ambitieuse campagne d'écoute utilisant l'image de confiance que Nelson Mandela véhicule pour inciter les individus à témoigner.
Les valeurs de tolérance, de courage et d'humanisme doivent être combinées pour lutter contre la pandémie du Sida. En organisant aussi des sommets regroupant des dirigeants de sociétés pharmaceutiques, la fondation Mandela souhaite créer une nouvelle approche prenant en compte des intérêts très divers, pour obtenir un consensus sur le sujet du Sida.

#### Premiers résultats obtenus
La fondation a organisé des sommets sur le Sida réunissant autour d'une même table les représentants des industries pharmaceutiques, les décideurs politiques et les partenaires locaux et internationaux dans le domaine de la santé. De telles réunions ont créé les conditions de dialogue nécessaires à l'obtention d'un consensus sur les enjeux du Sida. Tous les acteurs sont nécessaires pour fournir les médicaments, l'aide à domicile, la prévention, les conseils et la prise en charge des orphelins.
Enfin, l'intégration aux programmes scolaires de cours d'instruction civique sur la maladie est une autre réussite. La fondation espère que cela permettra une meilleure intégration de la population séropositive, mais aussi une meilleure prévention des générations futures et une prise de décision politique plus efficace.

#### Diffuser l'information pour éveiller les consciences
En rassemblant des gens de tous horizons autour d'enjeux sociaux cruciaux, le concert 46664 a servi à lancer une campagne de manifestations mais surtout à rappeler l'état terrible de la pandémie du Sida en Afrique.
Le second concert, deux ans plus tard, devait servir à faire prendre conscience de l'impact global du Sida sur la vie des femmes et des adolescentes. C'est pour cette raison qu'Annie Lennox a déclaré durant la cérémonie d'ouverture : « Je suis ici pour ajouter ma voix à ces innombrables femmes réduites au silence à propos de ce sujet. Aujourd'hui il y a des millions de femmes en Afrique qui vivent emmurées dans leur propre Robben Island [lieu d'emprisonnement de Mandela)  luttant seules et souvent sans espoir. Ce soir vous et moi sommes en mesure de dire : "Nous sommes ici pour leur donner de l'espoir et de la force" ».
« Nous devons dire que justice ne sera pas possible avant que chaque femme puisse avoir pleinement le contrôle de sa vie »" déclare Nelson Mandela lors de la même cérémonie. Cela montre la vision transversale de la fondation qui met en lumière l'importance d'éveiller les consciences au sein de la population concernant le Sida, la liberté des femmes, etc. Cela inclut le droit puisqu'il poursuit : « Ce contrôle est inscrit dans leurs droits humains ».

### Éducation
Promouvoir l'éducation dans les milieux ruraux est un enjeu majeur de la fondation. Cet enjeu est d'autant plus important que la pauvreté dans les régions rurales influence directement la vie des enfants, particulièrement leur éducation. Mal éduqués, ces enfants seront des adultes désavantagés, c'est un cercle vicieux.
Pour tenter de sortir de cette tendance, la fondation Nelson Mandela a établi pour les écoles rurales une campagne nationale qui comporte trois volets :
- Des études approfondies.
- Le développement d'un projet pilote basé à Eastern Cape, une des provinces les plus pauvres de l'Afrique du Sud. Ce projet a pour but de permettre aux écoles rurales d'atteindre l'excellence. Les élèves défavorisés qui réussissent sont autant de facteurs qui encouragent la pratique de la scolarisation des enfants dans les milieux pauvres.
- Étendre en trois ans le projet de Eastern Cape à plus de trois cents établissements scolaires dans toute l'Afrique du Sud.

La fondation regarde attentivement les résultats de la campagne en cours qui doit faire intégrer aux élèves des valeurs civiques telles que la réconciliation, la paix, la justice et le service à la communauté. Ces valeurs doivent être les bases de toute activité scolaire. Celle-ci doit permettre, en plus de l'apport d'une instruction, la promotion de l'égalité homme-femme et de la démocratie.
Les résultats de la campagne nationale pour les écoles rurales seront évalués avec les critères suivants :
- La réduction de la faim, voire des famines, parmi la population des élèves et du personnel des écoles les plus défavorisées ;
- Le soutien apporté aux familles des élèves et du personnel touchés par l'épidémie du Sida ;
- Les décisions prises au sein des écoles sur les infrastructures nécessaires (classes de cours, salles de réunions, toilettes, salles ou bureaux spécifiques) et la façon de les obtenir avec les ressources locales ;
- Les décisions prises au sein des écoles sur les équipements nécessaires et la capacité à les obtenir, en obtenant des fonds par leur propre moyen ou en sollicitant la fondation.

### Projet du «centre de la mémoire»
La raison d'être du Centre de la mémoire est de rappeler l'histoire d'un long chemin vers la liberté en Afrique du Sud. « La liberté n'est pas quelque chose que l'on reçoit, on doit l'acquérir » déclare Mandela. Ce centre a pour but de montrer comment acquérir sa liberté en proposant de la documentation, des campagnes d'information et de mobilisation sur les luttes passées et présentes pour la liberté.
Le centre de la mémoire a établi une liste de ses moyens et de ses objectifs principaux :
- Intégrer le virtuel (en utilisant la technologie informatique) aux archives matérielles ;
- Être un site d'excellence par la qualité et la quantité des archives ;
- Créer une collaboration entre tous ceux qui s'intéressent à ces archives ;
- Créer une ressource dédiée pour partager et diffuser les idées et les valeurs de Nelson Mandela ;
- Créer un site qui intégrera :
  - ce qui est matériel avec ce qui est virtuel ;
  - des archives sur les supports écrits, audio et vidéo ;
  - les ressources technologiques et les supports d'archivages traditionnels ;
  - l'histoire des luttes pour la liberté, archivées et contées de vive voix.

Le centre de la mémoire a vu le jour le 21 septembre 2004. Lors de la cérémonie d'ouverture, Nelson Mandela a reçu de la part d'un ancien gardien deux des livres qu'il avait écrits à la prison de Robben Island et qui avaient été perdus. Pour cette inauguration la première exposition, "466/64 : Un prisonnier qui travaille dans un jardin" ("466/64: A Prisoner Working in the Garden") portant sur l'incarcération de Mandela, a été ouverte. Ce premier travail de collaboration entre la fondation Mandela et les archives nationales Sud Africaines a connu le succès auprès du public et des médias.

## Controverses

### Revendications sur le droit à l'usage du nom Nelson Mandela
La fondation, le Congrès national africain et la famille de Nelson Mandela s'affrontent pour contrôler l'usage de son nom.
La fondation revendique de pouvoir contrôler l'usage du nom Nelson Mandela, notamment pour son attribution à des toponymes. Ainsi, elle réserverait celui-ci pour des endroits « prestigieux » d'après le conseil communal de la ville de Charleroi, qui a décidé de demander l'aval de la fondation avant de l'utiliser pour renommer le parc de Monceau-sur-Sambre.